# Akila (krant)
Akila is een Indiase, Gujarati broadsheet-krant. Het dagblad werd in 1978 begonnen. Het blad wordt uitgegeven in Rajkot, Gujarat.